# Håbol
Håbol is een plaats in de gemeente Dals-Ed in het landschap Dalsland en de provincie Västra Götalands län in Zweden. De plaats heeft 60 inwoners (2005) en een oppervlakte van 21 hectare.